# Cameo (azienda)
La Cameo S.p.A. è la divisione italiana della società per azioni tedesca Dr. Oetker, fondata nel 1891 dal farmacista tedesco August Oetker, l'inventore del lievito in bustina, specializzata nella produzione di budini e surgelati.

## Storia
Nel 1933 viene costruita una filiale del gruppo a Milano, che s'occupava di produrre alimentari a marchio Oetker, e in seguito viene trasferita a Desenzano del Garda (BS). Nel 1953 il nome italiano della società viene mutato in cammeo e nel 1985, per velocizzarne ulteriormente la pronuncia, in cameo.
Nel 2015 la società ha acquisito la quota di maggioranza della Rebecchi Fratelli Valtrebbia, azienda di una sessantina di dipendenti in provincia di Piacenza e specializzata nelle decorazioni. Nel gennaio 2017 si aprono le porte del nuovo Campus Cameo, la nuova sede direzionale, i cui lavori erano iniziati alla fine del 2015 con un investimento di 10 milioni.

## Prodotti
Cameo si occupa di produrre in Italia prevalentemente preparati per il settore pasticciero. Nel 1985 la società lancia i preparati per budini al cioccolato e alla vaniglia. Nello stesso anno nasce Ciobar, preparato per la creazione di cioccolata calda. Le prime pizze surgelate con il brand Cameo sono apparse nei supermercati italiani nel 1997, mentre nel 2005 vengono lanciate sul mercato le torte fresche Versa e inforna. Dal 2006 è in vendita il budino a macchie pensato per i bambini Muu Muu, nel 2013 sono introdotte le torte pronte e nel 2016 le torte surgelate MySWEET DELI.

## Ricette e spot pubblicitari
Cameo produce vari alimenti. Talvolta allega alle proprie confezioni consigli e ricette, che poi vengono raccolte sul sito web dell'azienda. Ha pubblicizzato i suoi prodotti di punta, come le pizze surgelate e i Ciobar, con numerosi spot pubblicitari, diffusi tramite le principali reti televisive italiane, anch'essi registrati sul sito web dell'azienda.